# Valinge
Valinge – miejscowość (tätort) w Szwecji, w regionie administracyjnym (län) Halland, w gminie Varberg.
Według danych Szwedzkiego Urzędu Statystycznego liczba ludności wyniosła: 280 (31 grudnia 2015), 281 (31 grudnia 2018) i 287 (31 grudnia 2019).